# Резолюция Совета Безопасности ООН 1438
Резолюция 1438 Совета Безопасности Организации Объединённых Наций, принятая единогласно 14 октября 2002 года, после подтверждения принципов Устава Организации Объединённых Наций и резолюции 1373 (2001 год). Совет осудил террористические акты, совершённые на индонезийском острове Бали двумя днями ранее.
Совет Безопасности подтвердил необходимость борьбы с угрозами международной безопасности, вызываемыми террористическими актами. Были осуждены теракты на Бали, от которых пострадали и погибли множество людей, а также террористические акты, совершенные в других странах. Совет выразил сочувствие и соболезнования семьям погибших, а также правительству и народу Индонезии.
Согласно резолюции, все государства должны совместно оказывать помощь индонезийским властям для помощи в привлечении виновных к ответственности.
Совет выразил свою решимость в борьбе со всеми формами терроризма.